# Rupia das Índias Orientais Neerlandesas
Nota linguística: Embora comum no Brasil, a grafia "rúpia" (acentuada) não é correta. A sílaba tônica é pi.
Roepiah (rupia em português) foi a moeda introduzida pelo Japão nas Índias Orientais Neerlandesas entre 1944 e 1945. Era subdividida em 100 sen.